# Walter Schmithals
Walter Schmithals (* 14. Dezember 1923 in Wesel; † 26. März 2009 in Berlin) war ein deutscher evangelischer Theologe.

## Vita
Seit 1934 lebte Walter Schmithals Familie in Freudenberg, Krs. Siegen. Im nahen Olpe machte er 1942 Abitur. Von 1942 bis 1945 diente er als Soldat und kam in Kriegsgefangenschaft.
1946–1950 studierte Walter Schmithals evangelische Theologie in Wuppertal, Marburg und Münster, dem 1951–1953 das Vikariat in Minden und Wuppertal anschloss. 1953–1963 war er als Pfarrer der Kirchengemeinde Raumland im Kreis Wittgenstein/Westf. tätig.
Bereits 1954 wurde Walter Schmithals promoviert. 1962 folgte die Habilitation. Danach war er Dozent an der theologischen Fakultät der Universität Marburg (1963–1968 / 1968 apl. Prof.) und 1968–1989 ordentlicher Professor für Neues Testament an der Kirchlichen Hochschule Berlin, deren Rektorenamt er 1970–1972 und 1987–1988 übernahm. Seit 1993 war er Emeritus an der Humboldt-Universität Berlin.
Schmithals verstarb 85-jährig in Berlin. Sein Grab befindet sich auf dem Friedhof Berlin-Friedenau.

## Wirken als Theologe
Schwerpunkt seiner langjährigen Forschungstätigkeit war die Auslegung der Evangelien und der Paulusbriefe.

### Fokus seiner wissenschaftlichen Arbeit
Schmithals beschäftigte sich vor allem mit dem Neuen Testament und dem frühen Christentum und führte dabei seine theologisch-wissenschaftliche Arbeit stets in enger Beziehung zur praktischen Tätigkeit des Pfarrers durch. Als Privatdozent in Marburg zeigte er auf Wunsch der Studenten im Wintersemester 1964/65 eine Übung „Exegese ausgewählter Predigttexte“ an. Er führte diese Übung als Arbeitsgemeinschaft in jedem Semester bis zu seiner Emeritierung fort, lange Zeit in Gemeinschaft mit seinem alttestamentlichen Kollegen A. H. J. Gunneweg. Sein „auf Predigt hin“ ausgearbeiteter Kommentar zum Markusevangelium ist wesentlich ein Produkt dieser Arbeitsgemeinschaft. Auch seine zahlreichen Predigtmeditationen verweisen auf die enge Verbindung von theologischer Wissenschaft und kirchlicher Praxis.

### Politisch-theologischer Diskurs
Schmithals äußerte sich im Rahmen seines Fachgebietes häufig zu aktuellen kirchlich-theologischen Problemen. Soweit diese den politischen Bereich tangierten (deutsche Teilung, Friedensbewegung, 68er-Bewegung, RAF, Nachrüstung usw.) vertrat er dezidiert die Ansicht, dass sich politische Entscheidungen nicht aus theologischen Prämissen ableiten ließen. Politik sei eine Sache von Vernunft und Moral und insofern nicht spezifisch christlich. Es gebe zwar christliche Politiker, aber keine christliche Politik. Theologische Begründungen konkreter politischer Entscheidungen seien darum stets vorgeschoben oder aufgesetzt und stellten einen Missbrauch des Christlichen dar. Der eigentümliche christliche Beitrag zur Politik bestehe darin, den Politikern, die den Sachzwängen des Politischen ausgeliefert seien und die Folgen ihrer Entscheidungen nicht beherrschten, die Botschaft von der freien Gnade Gottes zu bezeugen, die auch den Schuldigen und Scheiternden gerechtfertigt sein lasse.
Auch zu Fragen der Entmythologisierung, der Ökumene, der Nation, der europäischen Idee, zur Beurteilung des Islams und anderen Themen verfasste Schmithals neutestamentlich fundierte Beiträge.

### Dissertation
Im Verlauf seiner im engeren Sinn wissenschaftlichen Arbeit wandte sich Schmithals nahezu allen Schriften des Neuen Testaments zu, untersuchte ihren historischen Hintergrund und legte vielfach auch Einzelexegesen vor. Seine Dissertation befasste sich mit der Gnosis in Korinth. Diese Untersuchung lag, als sie 1956 erschien, im Trend der Zeit und erreichte in kurzer Zeit, was für Dissertationen ungewöhnlich ist, drei Auflagen. Denn im Gefolge Rudolf Bultmanns, der in jener Zeit die theologische Gesprächslage bestimmte, war das Interesse an der Gnosis überhaupt und speziell in Bezug auf neutestamentliche Schriften sehr groß. Schmithals knüpfte mit der weiteren Arbeit in zwei unterschiedlichen Weisen an seine Dissertation an und stellte sich dabei sehr bald gegen manchen in der neutestamentlichen Wissenschaft herrschenden Konsens.

### Theologie des Paulus
Einerseits versuchte er den Nachweis, dass es sich bei den von Paulus in seinen Briefen bekämpften Gegnern in allen Fällen um Vertreter einer judenchristlichen Gnosis handelt, die während der sogenannten dritten Missionsreise in seine Gemeinden eindrangen. Damit stellte er das nach wie vor bestimmende, auf F.C. Baur zurückgehende „Tübinger“ Geschichtsbild in Frage, dem zufolge die entsprechenden Passagen der Paulusbriefe für die erste christliche Generation einen fundamentalen Konflikt zwischen Judenchristen („Judaisten“) und Heidenchristen, zwischen Petrus bzw. Jakobus und Paulus, zwischen Torafrömmigkeit und Freiheit von der Tora bezeugen. Er ersetzte dies Geschichtsbild durch die Vorstellung einer schiedlich-friedlichen Gemeinschaft von judenchristlichen Gemeinden, die innerhalb, und heidenchristlichen Gemeinden, die außerhalb der Synagoge lebten und missionierten. Diese Gemeinschaft war auf Initiative des Paulus hin auf dem sogenannten Apostelkonzil (Gal 2,1–10 ) vereinbart worden und hatte bis zum Ausschluss der Judenchristen aus der Synagoge, der im Verlauf der rabbinischen Restauration des Judentums infolge der Zerstörung des Tempels erfolgte, Bestand. Sie ermöglichte Paulus die Gründung heidenchristlicher Gemeinden und garantierte ihn zugleich, dass seinen Volksgenossen in der Synagoge die christliche Botschaft verkündigt wurde. Bei den Aktivitäten der judenchristlichen Gnostiker in den paulinischen Gemeinden handelte es sich dagegen nur um eine Episode, die freilich die große Auseinandersetzung zwischen der Großkirche und der christlichen Gnosis ankündigte, die im zweiten Jahrhundert ihren Höhepunkt erreichte.
Andererseits radikalisierte Schmithals die literarkritische Analyse der authentischen Paulusbriefe, die schon eine Grundlage seiner Untersuchung über die Korintherbriefe gebildet hatte. Während heute in der Regel entweder die literarische Integrität dieser Paulusbriefe vorausgesetzt oder nur im Extremfall eine einzelne literarkritische Operation vorgenommen zu werden pflegt, bestimmten für Schmithals Kriterien der Plausibilität das Urteil über die Lösung der zahlreichen literarischen Probleme, vor die sich der Ausleger der Briefe gestellt sieht. Er ging davon aus, dass alle Hauptbriefe des Paulus in einem begrenzten Zeitraum während der dritten Missionsreise verfasst und dass sie vermutlich anhand eines Kopialbuches herausgegeben worden seien. Dem Herausgeber hätten mehr als 20 größere und kleinere Schreiben des Apostels vorgelegen. Diese habe er zu einer Sammlung von sieben Briefen – eine heilige Zahl – zusammengefasst und noch im ersten Jahrhundert, mit 1 Kor 1,2b  ein- und Röm 16,25–27  ausgeleitet, veröffentlicht. Einige Zusätze von seiner Hand ließen vermuten, dass er auf diesem Wege das Erbe des Paulus den aus der Synagoge ausgeschlossenen Judenchristen vorstellen und anbieten wollte.

### Konsens und Widerspruch
Stellte Schmithals sich mit diesen beiden Tendenzen seiner Arbeit weitgehend außerhalb des vorherrschenden wissenschaftlichen Konsens, so war dies erst recht bei seiner Analyse der Evangelienüberlieferung, der „synoptischen Tradition“, der Fall. Gegen Ende des 19. Jahrhunderts setzte sich die Ansicht durch, dass den ältesten Evangelienschriften, nämlich dem Markusevangelium und der von Matthäus und Lukas benutzten Spruchquelle, eine breite Schicht mündlicher Überlieferung von Worten und Taten Jesu vorausliege. Um 1920 analysierten Martin Dibelius und Rudolf Bultmann in ihren Untersuchungen zur Formgeschichte, die breite Zustimmung fanden, diese mündliche, „synoptische“ Tradition, wie sie in den Evangelien nach Markus, Matthäus und Lukas begegnet, im Einzelnen, rekonstruierten die Fassungen der einzelnen Überlieferungsstücke und versuchten deren „Sitz“ im Leben der Gemeinde zu bestimmen. Schmithals verwies demgegenüber darauf, dass sich diese mündlichen Traditionen dort, wo sie einem begegnen müssten, nämlich in der frühchristlichen Literatur außerhalb der Evangelien, nirgendwo zeigen. Auch sei es nicht gelungen, ihre „Sitze“ im Leben der Gemeinde überzeugend zu bestimmen. Der Versuch, die Gesetze der schriftlichen Überlieferung auf die mündliche zu übertragen, sei methodisch unzulässig. Dementsprechend wurde es inzwischen weithin aufgegeben, die Frage nach dem „Sitz im Leben“ zu stellen und die mündlichen Fassungen der einzelnen Überlieferung zu rekonstruieren. Doch wird in der neutestamentlichen Wissenschaft in der Regel an der Hypothese der mündlichen Überlieferung als solcher weiterhin festgehalten, obschon ihr die überliefungsgeschichtliche Basis abhandengekommen ist.
Demgegenüber verfocht Schmithals die Ansicht, dass die synoptische Tradition von Anfang an im Wesentlichen literarischen Charakter besessen habe, also schriftlich fixiert und überliefert wurde. Diese Ansicht ermöglichte eine relativ präzise Rekonstruktion der Traditionsgeschichte und ihrer Träger und tragenden Kräfte.

### Spruchquelle und Synoptiker
Die Spruchquelle geht nach Schmithals’ Überzeugung auf eine Gruppe galiläischer Nachfolger Jesu zurück, die ihn selbst wie Johannes den Täufer als Propheten verehrt und Worte und Weisungen von ihm aufgezeichnet hätten. Diese Aufzeichnungen seien im Laufe der Zeit angewachsen, je nachdem, vor welche geschichtlichen Herausforderungen wie der Ausbruch des jüdischen Krieges, die Zerstörung Jerusalems, der Ausschluss aus der Synagoge usw. sich diese Gruppe gestellt gesehen habe. Diese Nachfolger Jesu sollen Jesu Tod als das seine Botschaft bestätigende Schicksal eines Propheten verstanden haben; das „Kerygma“ von Tod und Auferstehung sei ihnen noch unbekannt gewesen, und sie sollen demgemäß Jesus auch nicht als den Messias/Christus bekannt haben. Dem Markusevangelium dagegen liege eine Grundschrift zugrunde, die das bei Petrus und im Jerusalemer Judenchristentum verwurzelte Bekenntnis zu Jesus, der zum Heil der Menschen gestorben und durch seine Auferstehung zum Christus erhöht worden sei, in theologisch reflektierter Weise in poetische Erzählung umgesetzt habe. Diese Grundschrift sei bald nach dem Jahre 70 als Handbuch für die Mission im Bereich des hellenistischen Judenchristentums verfasst worden. Der Evangelist Markus hat nach Schmithals Sicht eine Generation später diese ihm vorliegende Grundschrift in der Weise bearbeitet, dass er vor allem mit Hilfe der verschiedenen Motive seiner Messiasgeheimnistheorie zu erklären versucht habe, warum den Nachfolgern Jesu, deren Überlieferungen auf die Spruchquelle zuliefen, das Bekenntnis zu Jesus als dem gekreuzigten und auferstandenen Christus habe verborgen bleiben können. Im Anschluss daran sei die Spruchquelle in ihrer abschließenden Fassung herausgegeben worden, in der ihre ältere Überlieferung durch Ergänzungen mancher Art gleichsam getauft, das heißt, in das Licht der Christusbotschaft gestellt worden sei. Es scheint, so Schmithals, als seien auf diesem Wege zu der Zeit, als beide Gemeinschaften aus der Synagoge ausgeschlossen wurden, die Tradenten der Spruchquelle in die im spezifischen Sinn christliche Gemeinde integriert worden.
Schmithals kehrte mit dieser „literarischen“ Auffassung der synoptischen Tradition zu einem Forschungsstand zurück, auf dem in der ersten Hälfte des 19. Jahrhunderts Theologen wie Christian Hermann Weisse, Gustav Volkmar und Bruno Bauer die „Traditionshypothese“ von Johann Carl Ludwig Gieseler und David Friedrich Strauß widerlegt hatten und Weiß darüber hinaus mit dauerhaftem Erfolg die Zwei-Quellen-Theorie begründete. Er basierte seine Untersuchungen überhaupt nach dem Grundsatz, das Gute sei schon längst gefunden, in der Regel auf einer gründlichen Darstellung der Forschungsgeschichte. Diese Einblicke in die Forschungsgeschichte werden gerne auch von solchen Theologen benutzt, die sich den Folgerungen, die Schmithals zieht, keineswegs anschließen.

### Zum Johannesevangelium
Das gilt auch im Hinblick auf seine Behandlung des Johannesevangeliums, die nur deshalb nicht in gleichem Maße unkonventionell erscheint, weil man überhaupt von einem Konsens in der Beurteilung dieses letzten der Evangelien weniger denn je sprechen kann. Schmithals zufolge sind im Johannesevangelium drei Schichten zu unterscheiden. Ihm liege eine Evangelienschrift aus dem letzten Jahrzehnt des 1. Jahrhunderts zugrunde, deren Verfasser sich angesichts des Ausschlusses der Judenchristen aus der Synagoge in heftiger Auseinandersetzung mit dem rabbinischen Judentum befinde und ihm gegenüber das kirchliche Christusbekenntnis verteidige. Eine Generation später, als sich die Kirche mit einer christlichen Gnosis auseinandersetzen musste, habe eine zweite Hand die ältere Schrift gegen die Gnostiker seiner Zeit gewendet. Sie habe die Juden des älteren Evangeliums, das Evangelium spürbar erweiternd und seine Stoffe zum Teil umstellend, mit den ihrerzeit gegenwärtigen gnostischen Gegnern identifiziert und dem so neu gestalteten Evangelium die drei Johannesbriefe beigefügt; diese setzten sich direkt mit der Gnosis auseinander. So sei ein antignostischer „Bibelkanon“ aus Evangelium und drei Briefen, möglicherweise als gezielter Gegenentwurf zum entsprechenden „Kanon“ des Marcion entstanden. Später habe ein Redaktor das Johannesevangelium mit der Gestalt des „Lieblingsjüngers“ unter apostolische Autorität gestellt, um seine Aufnahme in den Kanon des Neuen Testaments vorzubereiten, den die Kirche damals zusammenstellte.

### Fazit
Insgesamt kann man die wissenschaftliche Arbeit von Schmithals mit Worten charakterisieren, mit denen W. Bousset 1907 die Arbeit von William Wrede beschrieb: „Er hatte einen Widerwillen dagegen, sich in ausgefahrenen Geleisen zu bewegen; er war immer misstrauisch gegen vermeintlich allgemein anerkannte Wahrheiten und Dogmen, die sich, ohne dass sie begründet waren, in seine Wissenschaft einzuschleichen drohten. Er hielt sich nicht der Mühe für überhoben, da von neuen die Fundamente nachzuprüfen, wo die meisten fröhlich weiterbauten.“

## Beiträge zu öffentlichen Debatten
Schmithals war einer der wenigen deutschen Theologieprofessoren, die sich am Ende der 1990er Jahre und im ersten Jahrzehnt des 21. Jahrhunderts in der Tagespresse zu aktuellen Debatten zu Wort meldeten.
1999 erklärte er, die Unterzeichnung der Gemeinsame Erklärung zur Rechtfertigungslehre sei „mehr Saat auf Hoffnung als fröhliche Ernte“. In der Frage der Rechtfertigungslehre stehe „ein umfassender Konsens“ zwischen Katholiken und Lutheranern noch aus.
In der Diskussion über die Suspendierung des katholischen Priesters Gotthold Hasenhüttl 2003 verkündete er, dass das gemeinsame Abendmahl zwischen Katholiken und Lutheranern theologisch unmöglich sei.
In der Diskussion über den Film Die Passion Christi verteidigte er den Regisseur Mel Gibson gegen den Antisemitismus-Vorwurf.
Im Karikaturenstreit vertrat Schmithals die These, dass es keinen Islam gebe, der sich mit den europäischen Freiheitsrechten vertrage.

## Familie
Schmithals war seit 1953 verheiratet, er hatte mehrere Töchter.

## Werke
- Die Gnosis in Korinth, Göttingen 1956, 2. neubearb. Aufl. 1965; 3. neubearb. Aufl. 1969, engl. 1971
- Das kirchliche Apostelamt, Göttingen 1961, engl. 1969
- Paulus und Jakobus, Göttingen, Göttingen 1963, engl. 1965
- Paulus und die Gnostiker, Hamburg 1965, engl. 1972
- Die Theologie Rudolf Bultmanns, Tübingen 1966, 2. Aufl. 1967, engl. 1968, ital. 1972
- Wunder und Glaube, Neukirchen 1970
- Das Christuszeugnis in der heutigen Gesellschaft, Hamburg 1970
- Vernunft und Gehorsam, Hamburg 1971
- Jesus Christu in der Verkündigung der Kirche, Neukirchen 1972
- Die Apokalyptik, Göttingen 1973, engl. 1975, ital. 1976, japanisch 1986, span. 1994
- Der Römerbrief als historisches Problem, Neukirchen 1975
- Das Eine, das not tut, Neukirchen 1977
- Leistung (zus. mit Antonius H. Gunneweg), Stuttgart 1978, engl. 1981
- Das Evangelium nach Markus, Gütersloh 1979
- Herrschaft (zus. mit Antonius H. Gunneweg), Stuttgart 1980, engl. 1982
- Die theologische Anthropologie des Paulus, Stuttgart 1980
- Das Evangelium nach Lukas, Zürich 1980
- Die Apostelgeschichte des Lukas, Zürich 1982
- Bekenntnis und Gewissen, Berlin 1983
- Neues Testament und Gnosis, Darmstadt 1984, ital. (neu bearbeitet) 2008
- Die Briefe des Paulus in ursprünglicher Gestalt, Zürich 1984
- Einleitung in die drei ersten Evangelien, Berlin 1985
- Der Römerbrief, Ein Kommentar, Gütersloh 1988
- Paolo. Lettera ai Romani, Torino 1990
- Johannesevangelium und Johannesbriefe, Berlin 1992
- Die Schriftrollen vom Toten Meer, Stuttgart 1993
- Stammfolge Schmithals, von Schmidthals, Schmidthals, Selbstverlag 1993
- Theologiegeschichte des Urchristentums, Stuttgart 1994, engl. 1997
- Die Evangelisten als Schriftsteller, Zürich 2001
- Paulus, die Evangelien und das Urchristentum, Leiden 2004
- Weihnachten, Göttingen 2006
- Karl Johann Philipp Spitta Briefe an seine Braut (1836-1837), Göttingen 2008

## Vollständige Bibliographie
- 1952–1982 in: Bekenntnis und Gewissen (1983); S. 185–208
- 1983–1992 in: Theologische Literaturzeitung 118 (1993), Sp. 1089–1095
- 1993–2002 in: Paulus, die Evangelien und das Urchristentum (2004), S. 805–814

## Zu Walter Schmithals
- P. B. Boshoff: History and Theology, Walter Schmithals on the Unity of the New Testament; San Jose, California, 2001
- Andreas Lindemann: Glauben und Handeln. Überlegungen zur christlichen Ethik im Anschluss an Walter Schmithals. Berliner Theologische Zeitschrift 21 (2004), S. 124–139
- Ulf Lückel: Walter Schmithals †; in: Wittgenstein. Blätter des Wittgensteiner Heimatvereins e. V. 97 (2009), Bd. 73, S. 151f.